# Hatem Seif el Nasr
Hatem Seif el Nasr, né le 30 juillet 1957, est l'actuel ambassadeur d'Égypte au Royaume-Uni, après avoir été ambassadeur d'Égypte en France.
Il a étudié l'économie et les sciences politiques à l'université du Caire (diplôme en 1978).

## Carrière diplomatique
- 1982-1986 : membre de la délégation permanente de l'Égypte auprès des Nations Unies à New York
- 1988-1993 : conseiller politique à l'ambassade d'Égypte à Washington
- 1993-1996 : directeur du département des Nations unies au Ministère des Affaires Étrangères au Caire
- 1996-2000 : ministre plénipotentiaire, chef de mission adjoint à l'ambassade d'Égypte à Paris
- 2000-2001 : ambassadeur à Brasilia
- 2001-2002 : ambassadeur à Beyrouth
- 2002-2006 : ambassadeur à Paris
- Depuis 2006 : ambassadeur à Londres